# Iłowa
Iłowaⓘ (pol. hist. Ilwa, em alemão: Halbau, em alto sorábio: Jiłwa) é um município no oeste da Polônia. Pertence à voivodia da Lubúsquia, no condado de Żagań. É a sede da comuna urbano-rural de Iłowa.
Situada nas terras baixas da Silésia-Lusácia, parcialmente na bacia de Żagań e na planície de Gozdnicka, a uma altitude de 122–125 m, entre as florestas da Baixa Silésia, às margens dos rios Czerna Mała, Czerna Wielka e Czernica. Iłowa fica na fronteira entre a histórica Alta Lusácia e a Baixa Silésia.
Estende-se por uma área de 9,2 km², com 3 805 habitantes, segundo o censo de 31 de dezembro de 2021, com uma densidade populacional de 413,6 hab./km².

## Localização
Iłowa fica na fronteira de duas terras históricas: sua parte ocidental, na margem esquerda do rio Czarna Mała, está localizada na Alta Lusácia, enquanto a área oriental, na margem direita, pertence à Baixa Silésia.
Distâncias das fronteiras:
- Przewóz — 24 km
- Jędrzychowice — 45 km
- Zgorzelec — 49 km
- Łęknica — 42 km
- Olszyna — 40 km

## Toponímia
Uma rua em Berlim-Steglitz é chamada de Halbauer Weg desde 24 de julho de 1954. Uma vila na Saxônia, no distrito de Bautzen, no município de Cunewalde, chama-se Halbau.

## História
A moderna Iłowa foi fundada no século X como um assentamento florestal no território tribal dos dadosesanis, no cruzamento das rotas comerciais que levavam de Żagań a Zgorzelec e de Legnica a Gubin.
No ano 1000, Boleslau, o Bravo, partiu em direção às fronteiras ocidentais de seu Estado para, de acordo com Joachim Lelewel, saudar cerimoniosamente seu convidado Otão III perto de Iłowa e viajar com ele para a convenção em Gniezno:
De Roma, no ano 1000, Otão III, imperador, chegou à fronteira do reino da Polônia, do rei Boleslau. De Ilwa (Halbau), no domínio dos djedes, Boleslau recebeu seu hóspede com grandes sinais de amizade, e pareceu aos alemães que não era possível descrever nem conceber a magnificência com que ele conduziu o imperador por suas terras até Gniezno.

Durante o reinado dos Piastas da Silésia, a aldeia não desempenhou um papel político importante. No entanto, em 1241, seus habitantes participaram da Batalha de Legnica contra os mongóis.
Em 13 de agosto (ou 10) de 1356, o imperador do Sacro Império Romano-Germânico, Carlos IV de Luxemburgo, concedeu das halbe Dorf an dem Wasser Czirne (literalmente, “meia aldeia no rio Czerna”) como um feudo aos irmãos von Kottwitz da atual Kotowice. Desse período deriva o primeiro nome alemão de Ilowa — Halbe Dorf, que, com o tempo, foi transformado em Halbe Aue (alemão: Aue = prado, pântanos) e, mais tarde, abreviado para Halbau. Em 1440, as tropas da União das Seis Cidades da Alta Lusácia, lideradas pelos comerciantes de Zgorzelec, conquistaram e destruíram o castelo de Kottwitz em retaliação ao fato da família Kottwitz ter dado abrigo a cavaleiros ladrões. A cidade foi propriedade da família Kottwitz até 22 de setembro de 1567 (conforme outras fontes, até 1566 ou 1570), quando Baltazar Kotowicz vendeu a propriedade da família, com as aldeias vizinhas de Konin e Saatz (agora a parte norte de Iłowa — Żaków) e as florestas para o governador tcheco do condado de Kłodzko, Freiherr Königsbrück, um conselheiro do imperador Fernando I, Christopher von Schellendorf.
Em 1459, a primeira das dezessete fábricas, onde os metais fundidos a partir do minério eram refinados ou processados com um martelo acionado por uma roda d'água, foi instalada em terras pertencentes ao Ducado de Żagań, na Silésia, às margens do rio Czarna Mała, usando madeira das florestas circundantes e depósitos locais de minério de ferro de pântano e uma roda de água para propulsão. Nessa parte da atual Ilowa (então Dorf Halbau ou Kühza(h)l), uma igreja evangélica de fronteira foi construída em 1668.
A maior parte da cidade ficava na Alta Lusácia, mais tarde parte da Saxônia (a partir de 1635) e, a partir de 1815, da prussiana província da Silésia.
Em 7 de maio de 1679, a cidade lusaciana de Ilowa recebeu um alvará municipal do Eleitor da Saxônia, João Jorge II. Na época, ela era propriedade de Helga Margareta von Friesen. Em 1682, o conde Baltazar von Promnitz, de Żary, comprou Iłowa e fez com que a cidade florescesse. O atual brasão de armas da cidade data desse período. Todos os seus elementos derivam do brasão da família Promnitz: a flecha e as estrelas no campo vermelho são o brasão da família, enquanto o cão branco é o timbre do brasão da família (de acordo com algumas fontes, o galgo no campo vermelho deriva do brasão da família von Friesen). Vários vilarejos vizinhos pertenciam às extensas propriedades do conde. Essas propriedades formavam um enclave lusaciano dentro do Ducado de Żagań, na Silésia. Ilowa permaneceu nas mãos da família Promnitz até a morte inesperada, aos 33 anos, do último membro da família, Balthasar Friedrich von Promnitz zu Halbau (falecido em 2 de fevereiro de 1744). O latifúndio de Ilowa passou para a viúva Anna Sophie Krystyna de domo von Erbach-Fürstenau, que, em 5 de outubro de 1751, casou-se pela quarta vez com Friedrich August von Kospoth. Dessa união nasceu Friedrich August II von Kospoth, que, após o divórcio, deixou a propriedade da família, legando-a à sua ex-esposa Amelia Helena, que, por sua vez, a vendeu à Condessa von Dohna. A cidade era famosa pelo pão de gengibre (Pryanik) produzido aqui no século XVIII, conforme uma receita protegida por privilégios. O apogeu logo passou e a cidade passou por muitas mãos (no final do século XIX, Ilowa tinha mais de 30 proprietários), perdendo seu caráter urbano, o que fez com que, em 1830, a parte anteriormente pertencente à propriedade do conde fosse destituída de seus direitos municipais e classificada como uma “aldeia” (em alemão: Marktflecken). A viúva do conde Erdmann Kospoth, que faleceu em 24 de agosto de 1861, vendeu a propriedade de 3 200 morgos de Magdeburgo (aproximadamente 817 hectares) ao barão Conrad von Reck em 1 de março de 1862. Segundo o Güteradressbuch Schlesien para o condado de Sagan em 1873, Ilowa cobria uma área de 3 076 morgos e sua proprietária era Adela von Pohl, nascida Metzko ou Mleczko.
Como resultado das reformas da administração prussiana, em 19 de janeiro de 1874, foi criado o Amtsbezirk Halbau, composto pelas comunas de Birkenlache, Halbau Ober-Laustitz, Städtisch Halbau, Heiligensee (Poświętne), Klix Ober-Lausitz (Klików), Neudorf, Neuhaus (Nowoszów), Nicolschmiede Ober-Lausitz, Schlesisch Nicolschmiede (Kowalice), Zehrbeutel Ober-Lausitz (Dolanowo) e Gutsbezirk Halbau. A partir de 1 de janeiro de 1908, a comuna de Schlesisch Halbau também pertenceu a Amtsbezirk Halbau.

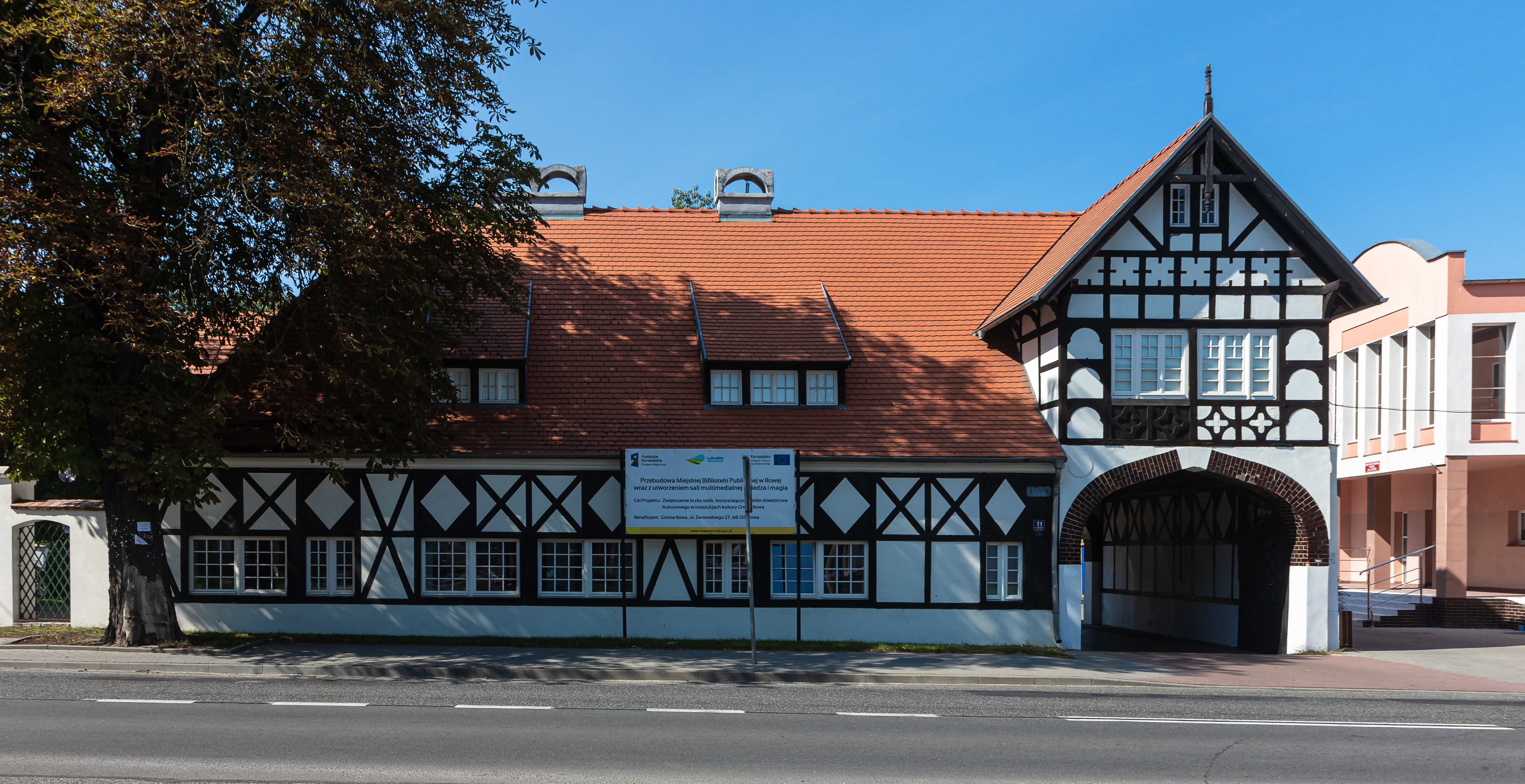
Portão principal do Parque da Cidade

Em 6 de janeiro de 1902, o embaixador imperial alemão na corte do imperador japonês, o conde Fritz von Hochberg do Reich alemão, que vinha da família von Hochberg residente em Książ, perto de Wałbrzych, tornou-se proprietário de Iłowa. Ele contribuiu para a modernização do palácio e a ampliação do jardim inglês, que existia desde o século XVII, para um parque com jardins nos estilos francês e japonês e um jardim no estilo chinês (provavelmente o único na Polônia). Numerosos exemplares de árvores centenárias, arbustos ornamentais e rododendros ainda crescem aqui. A classe do parque é melhor evidenciada pelo fato de ter inspirado a criação do Jardim Japonês em Breslávia — projetado pelo Conde Fritz, o viajante e autor de An eastern voyage: a journal of the travels of Count Fritz Hochberg through the British empire in the East and Japan (1910), considerado na época o maior especialista da Alemanha em arte de jardins japoneses, horticultor e colecionador de arte oriental, e executor do projeto do jardim pelo inspetor de jardins Anlauf e pelo jardineiro Erntel. A distribuição dos caminhos, o lago artificial e as ilhas foram preservados até hoje. O palácio e o parque eram motivo de orgulho para o Conde Hochberg e um local visitado por personalidades conhecidas. Entre outros, a Princesa Daisy von Pless — cunhada do Conde Fritz — foi hóspede do local várias vezes. O conde era um grande amante de cães de várias raças. Para eles, construiu uma pista de corrida e fundou um cemitério com vários epitáfios.
Na década de 1930, uma exposição de dálias foi realizada em Iłowa. Além de milhares de variedades de flores, foram apresentadas conquistas da horticultura, bem como o cultivo de videiras, pessegueiros e outras frutas e legumes. A última dessas exposições ocorreu no final de agosto e início de setembro de 1939.

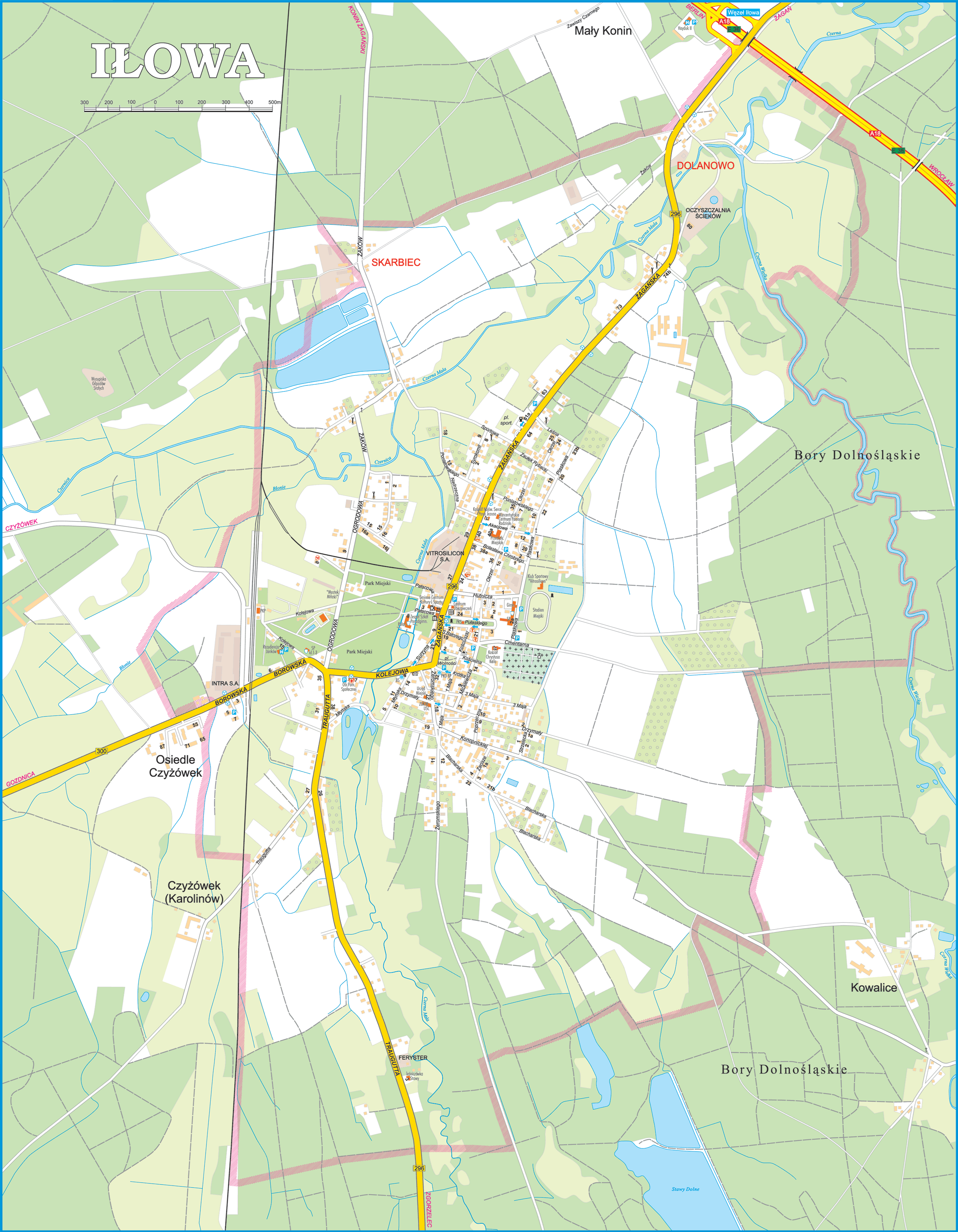
Planta da cidade

As tropas alemãs foram expulsas da cidade em 16/17 de fevereiro de 1945 por unidades do 4.º Exército Panzer e do 13.º Exército da Primeira Frente Ucraniana. Após a ocupação da cidade, as autoridades militares soviéticas colocaram a autoridade administrativa nas mãos dos poloneses. Devido à falta de população resultante do esforço de guerra, Iłowa foi classificada como uma vila. O primeiro prefeito polonês de Iłowa foi Stefan Urbański, um ex-trabalhador forçado que retornou da Alemanha. Após o fim da guerra, a aldeia de Saatz (hoje parte de Iłowa — Żaków) e a parte oriental da aldeia de Charlottenhof (hoje parte da cidade chamada Karolin) foram anexadas a Iłowa. Entre 1946 e 1950, Iłowa fazia parte da então voivodia da Breslávia. Depois, a partir de 6 de julho de 1950, com a criação da nova voivodia de Zielona Górna, passou a fazer parte dela. Em 1962, Iłowa teve seus direitos municipais restaurados e se tornou a 37.ª cidade da voivodia, à qual pertencia até a divisão administrativa do país em 1999, que criou a voivodia da Lubúsquia.

### Filial de Groß-Rosen
Durante a Segunda Guerra Mundial (a partir de 18 de julho de 1944 — primeiros prisioneiros a partir de 26 de julho), havia um subcampo masculino do campo de concentração de Groß-Rosen em Iłowa ou em suas imediações. Ele estava localizado próximo à rodovia Berlim-Breslávia (a atual Estrada nacional n.º 18). Mais de mil prisioneiros acostumados a trabalhar no setor da aviação foram aprisionados lá. Em 12 de fevereiro de 1945, os prisioneiros capazes de uma longa marcha foram evacuados para KL Bergen-Belsen, onde chegaram em 20 de março. Os prisioneiros restantes foram libertos em 15 de fevereiro.

### Demografia
O desenvolvimento demográfico da cidade até a eclosão da Segunda Guerra Mundial foi o seguinte:
- 500 habitantes (1816).[23]
- 900 habitantes (1835).[44]
- 1 219 habitantes (1885).[45]
- 1 890 habitantes (1890).[46]
- O censo de 1 de dezembro de 1910 distinguiu quatro partes independentes da cidade (comunas — em alemão: Landgemeinde):
  - Urbana (Städtisch Halbau) — 1 333 habitantes
  - Alta Lusácia (Halbau in Ober Lausitz) — 425 habitantes
  - Silésia (Schlesisch Halbau) — 270 habitantes
  - e a área senhorial de Gutsbezirk Halbau, compreendendo o castelo, os anexos e o parque — 145 habitantes.

As três primeiras foram fundidas em 28 de outubro de 1914 em uma única unidade, à qual a “propriedade” foi adicionada em 30 de setembro de 1928.
- 3 310 habitantes (1933)
- 3 481 habitantes (1939), dos quais:
  - A aldeia de Dolanowo (Zehrbeutel) foi anexada em 1 de março de 1936 com 162 habitantes (1925).

Segundo os dados de 31 de dezembro de 2011, a cidade tinha 4 048 habitantes.
Conforme os dados do Escritório Central de Estatística da Polônia (GUS) de 31 de dezembro de 2022, Iłowa é uma cidade muito pequena com uma população de 3 652 habitantes (32.º lugar na voivodia da Lubúsquia e 671.º na Polônia), tem uma área de 9,18 km² (23.º lugar na voivodia da Lubúsquia e 629.º lugar na Polônia) e uma densidade populacional de 397,82 hab./km² (34.º lugar na voivodia da Lubúsquia e 652.º lugar na Polônia). Nos anos 2002–2021, o número de habitantes diminuiu 6,7%.
Os habitantes de Iłowa constituem cerca de 4,72% da população do condado de Żagań, constituindo 0,37% da população da voivodia da Lubúsquia.
| Descrição                         | Total      | Total    | Mulheres   | Mulheres | Homens     | Homens   |
| --------------------------------- | ---------- | -------- | ---------- | -------- | ---------- | -------- |
| unidade                           | habitantes | %        | habitantes | %        | habitantes | %        |
| população                         | 3 652      | 100      | 1 910      | 52,3     | 1 742      | 47,7     |
| superfície                        | 9,18 km²   | 9,18 km² | 9,18 km²   | 9,18 km² | 9,18 km²   | 9,18 km² |
| densidade populacional (hab./km²) | 397,82     | 397,82   | 208,06     | 208,06   | 189,76     | 189,76   |

## Monumentos históricos

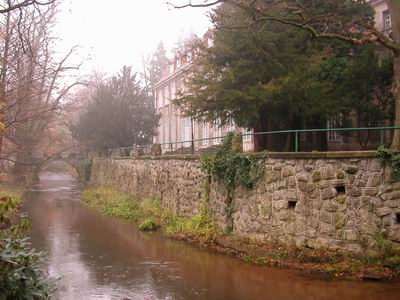
Castelo às margens do rio Czerna Mała

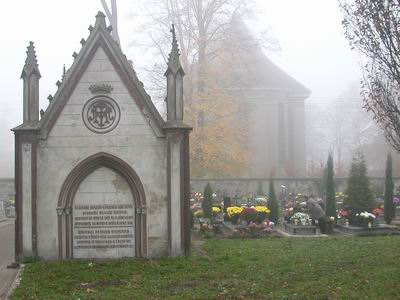
Cemitério municipal em Iłowa

O registro provincial de monumentos inclui:
- Igreja evangélica, atual igreja católica romana filial de Cristo Rei, construída entre 1720–1725, projetada por Giulio Simonetti,[52] reconstruída após um incêndio em 1749
- Antigo vicariato, Rynek 10,[d] de tijolo e enxaimel, do século XVII
- Complexo do palácio, do século XVII ao XX:
  - Palácio construído em 1626 no local de um antigo castelo por Christoph von Schellendorf com um complexo de edifícios agrícolas Art nouveau do início do século XX. Inicialmente era um edifício renascentista de quatro andares com uma torre, ampliado em 1720 com uma ala barroca de dois andares.[53] O palácio foi amplamente reconstruído antes da Primeira Guerra Mundial, ocasião em que foi criada uma escadaria representativa, a maioria dos cômodos foi equipada com lareiras e decorada com painéis e estuque neo-rococó. Atualmente, ele serve como sede do Complexo da Escola Secundária.
  - Parque de 18 hectares, fundado nos séculos XVIII e XIX com jardins em estilo inglês, francês e japonês, ampliado na primeira metade do século XX pelo Conde F. M. von Hohberg e P. Jentzig.[54]
  - Avenida grabowa
  - Portão de entrada “Ponte do Amor”, datado de 1905
- Complexo de casas, rua Kolejowa, 15, do início do século XX: mansão, anexo, jardim, portão de entrada com postigo
- Casas, Rynek 3, 1752; n.º 5, meados do século XVIII, não mais existentes.
- Pousada, rua Żagańska, 21, século XVIII.
- Moinho de água, rua Młyńska, 5, meados do século XVIII.
- Reservatório de água com equipamento hidrotécnico, dois açudes.

## Transportes

### Transporte rodoviário
O trevo Iłowa está localizado 3 km ao norte do centro da cidade na Estrada nacional n.º 18 (futura autoestrada A18), que fornece uma conexão rápida para Olszyna e Breslávia. A Estrada provincial n.º 296 (Kożuchów-Żagań-Lubań) e a Estrada provincial n.º 300 (Iłowa-Gozdnica) passam pela cidade. A cerca de 35 km ao sul de Iłowa está localizado o trevo Godzieszów na autoestrada A4.
Pontos de ônibus: Dolanowo, Rynek/rua Pułaskiego e Eskord/rua Borowska.

### Transporte ferroviário

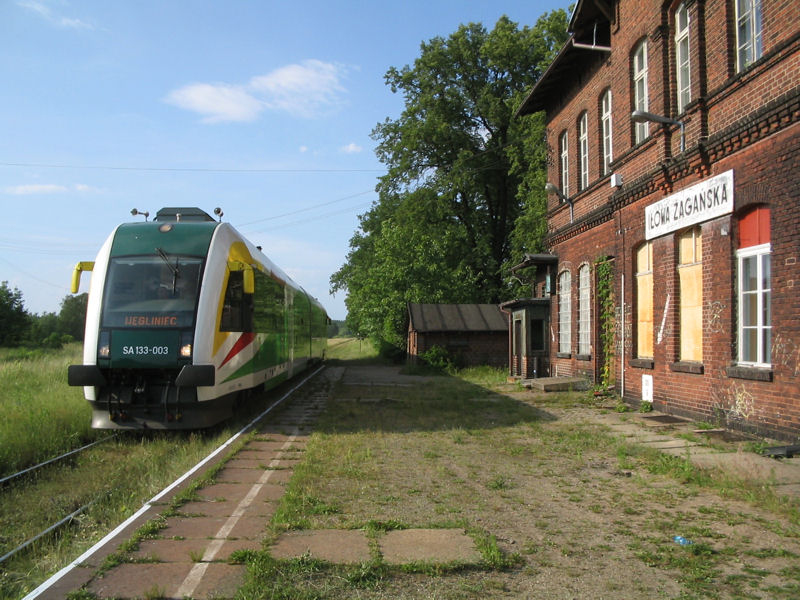
Trem Zielona Góra — Węgliniec na estação Iłowa Żagańska

Há uma parada de trem em Iłowa Żagańska. Através da cidade passa a linha ferroviária n.º 282 Jasień — Miłkowice, ativa desde 1846, cuja seção Żary — Węgliniec (que atravessa a comuna) foi fechada ao tráfego de passageiros em 2002. Desde 10 de dezembro de 2006, a linha foi reaberta; ela é servida por unidades múltiplas a diesel da Lubúsquia e da Baixa Silésia. A partir de 12 de dezembro de 2010, os serviços de passageiros com parada em Iłowa passaram a ser operados por duas empresas de transporte: Koleje Dolnośląskie e Przewozy Regionalne (filial de Zielona Góra). Desde 11 de dezembro de 2016, todos os serviços de passageiros nessa linha são operados pela POLREGIO. As estações de passageiros próximas ao entroncamento estão localizadas em Żary e (na voivodia da Baixa Silésia) Węgliniec.

### Transporte aéreo
Os aeroportos de passageiros mais próximo estão localizados em:
- Babimost
- Breslávia
- Dresden
- Berlim:
  - Schönefeld
  - Tegel
  - e Berlim-Brandemburgo

## Esporte e lazer

### Piast Iłowa
O Clube de Futebol “Piast” Iłowa atua na cidade. Foi fundado em 1946 e em sua história, na década de 1980, alcançou, por algumas temporadas, a III liga de futebol — o terceiro nível de competição na Polônia, e o time júnior para a chamada liga interprovincial, que era a liga mais alta do país, porque naquela época não havia competição ao nível nacional. A equipe sênior da terceira liga era liderada por Romuald Szukiełowicz, sob cuja tutela Zbigniew Mandziejewicz começou sua carreira no Piaść. O ex-aluno mais famoso do clube é o jogador da seleção polonesa Łukasz Garguła. O clube faliu em 2005 e substituído pelo Clube Esportivo Vitrosilicon (9 de agosto de 2005 inscrito no Registro do Tribunal Nacional), que mudou seu nome para Clube de Futebol “Piast” em 2013. Além do time de futebol sênior, o “Piast” Iłowa também administra equipes de grupos etários mais jovens. Na primeira temporada de sua existência (2005/2006), após vencer decisivamente a competição de Classe B, o clube foi promovido para a competição de Classe A. Na temporada 2007/2008, o clube jogou na classe distrital. O “Piast” joga suas partidas no Estádio Municipal de Iłowa. O clube também tem à sua disposição um campo de futebol na rua Żagańska. Na temporada 2007/2008, o clube terminou em primeiro lugar nos jogos de classificação do distrito de Zielona Góra, ganhando a promoção para a quarta divisão. O clube contava com Henryk Cackowski, que já havia jogado na Primeira e Segunda Ligas. Na temporada 2008/2009, a equipe terminou em primeiro lugar no grupo da Liga Lubuska IV e foi promovida ao grupo da Liga Dolnośląska-Lubuska III. Na temporada 2009/2010, foi rebaixado para a IV Liga.
Além da seção de futebol, o Clube de Futebol “Piast” tem uma seção de xadrez — atualmente na III Liga — e uma seção de tênis de mesa. Cores do clube: azul e branco.

### Estádio Municipal
O Estádio Municipal de Iłowa está localizado na rua Piaskowa 1a. Foi construído antes do início da Segunda Guerra Mundial como um complexo esportivo municipal, consistindo em um campo de futebol principal, agora medindo 105 × 78 m, com equipamento de atletismo (arremesso de peso, lançamento de disco e dardo, salto em distância) cercado por uma pista de corrida de 400 metros, com arquibancadas com capacidade para dois mil lugares (incluindo 768 lugares cobertos), dois campos de treinamento, uma quadra de basquetebol, uma piscina aberta de 50 metros com um trampolim e uma torre de salto ornamental (profundidade de 4 m) e um lago recreativo com aluguel de equipamentos de natação e um restaurante. Após o fim das hostilidades, o restaurante foi destruído e o lago com sua infraestrutura de recreação foi negligenciado. Por fim, ele foi aterrado e um terceiro campo de futebol e uma quadra de basquete foram construídos em seu lugar; a piscina foi reduzida pela metade em tempos modernos.
As instalações do estádio administradas pelo clube esportivo são usadas pelos jogadores de futebol do Piast Iłowa e do UKS Iłowa.

### Associação Polonesa de Pesca ao Ar Livre
A Associação Polonesa de Pesca ao Ar Livre de Iłowa cuida de um reservatório construído na década de 1970 em Bory Dolnośląskie, na fronteira entre as voivodias da Lubúsquia e da Baixa Silésia, ao sul de Klików e a leste da estrada provincial n.º 296, no local da gromada abandonada (ainda existente em 1952) de Brzeźna (em alemão: Birkenlache) na comuna de Ruszów, no rio Czerny Mała. A chamada “Lagoa Klikowa” tem uma área de cerca de 17 hectares e uma profundidade média de 1,7 m.

## Economia
- Qemetica Glass, rua Żagańska, 27, fundada em 1988, com base na Żagań Glassworks, é atualmente o pilar do negócio de produção de silicatos na Qemetica. É o maior fornecedor de silicatos de sódio da Europa[63] A fábrica de vidros Estatal em Iłowa iniciou suas operações em 1 de setembro de 1945 a partir da transformação da fábrica de vidro alemã Glashüttenwerke H. Kleinpaul. A partir de setembro de 1947, a fábrica mudou seu nome para Fábrica de Vidros “Iłowa”. Em 1950, a Fábrica de Vidros Wymiarki foi incorporada à Fábrica de Vidros Żagań, que incluía as fábricas de vidros Iłowa e Łuknica Garrafa e Economia de Łęknica. A Fábrica de Vidros Żagań em Iłowa era subordinada ao Ministério da Indústria do Vidro e, posteriormente, ao Ministério da Indústria de Materiais de Construção. As fábricas produziam potes de vidro para o setor alimentício e farmacêutico, blocos de vidro e isoladores elétricos de cerâmica e vidro. A ŻHS em Iłowa, entre 1988 e 1991, foi transformada em uma sociedade por ações, Vitrosilicon S.A., uma subsidiária 100% da Ciech S.A. A empresa recém-formada não incluía a Fábrica de Vidros Wymiarki, que formou uma sociedade de responsabilidade limitada, a Hutsop. No final da década de 1990, as fábricas de vidro em Łęknica foram fechadas, e a empresa adquiriu uma fábrica em Żary Kunice, para onde foi transferida a produção de silicato de sódio vítreo de Łęknica. Em 2001, a fábrica de Iłowa lançou a única produção de blocos de vidro na Polônia, conhecida no mercado sob a marca ClaroGlass — vencedora do emblema Teraz Polska em 2007. A empresa operava sob o nome “Ciech Vitro” e era a única produtora nacional e uma das poucas produtoras mundiais de silicato de sódio e potássio. Também produzia vidros de garrafas de refrigerantes e água potável, bem como potes e lanternas de vidro para velas.[64] No final de maio de 2024, as empresas do “Ciech Group” mudaram seu nome global para “Qemetica”. A “Ciech Vitro” tornou-se “Qemetica Glass”,[65] enquanto a Qemeticą Silicates Sp. z o.o., produtora de silicatos em Iłowa e Żary, está localizada no mesmo endereço.[66]
- A Fábrica de Tecelagem Técnica Eskord (falida, depois armazéns Vitrosilicon e depósito de transbordo Intra), rua Borowska, 8.

A fábrica de tecelagem mecânica Wilhelm Winkler AG, mechanische Buntweberei, Färberei und Appretur existiu em Iłowa entre 1842 e 1945. Seus prédios e equipamentos foram nacionalizados usados no período pós-guerra para fundar a Zakłady Tkanin Technicznych “Eskord”. Além da fábrica principal em Iłowa, a empresa era composta por uma filial em Przewóz, um moinho de algodão em Meerane (na rua Pestalozzi, 4-6; a partir de 1946 passou a operar como Buntweberei Meerane; em 1 de janeiro de 1950, foi incorporada à Mechanische Weberei Meerane) e as tecelagens em Löbau (uma subsidiária adquirida em 1930 e transformada a partir da tinturaria Kreuzinger GmbH, que havia operado entre 1900 e 1930; a partir de 1948, a tecelagem de algodão VEB Baumwollspinnerei Löbau) e Sebnitz. Em 1946, as fábricas saxônicas da Wilhelm Winkler AG em Meerane, Löbau e Sebnitz foram desapropriadas e nacionalizadas.
- Hermes Fulfilment, um centro de logística de 150 mil m² de propriedade do Otto Group, construído no município de Iłowa em 2023.[70] No total, 3 mil pessoas serão empregadas aqui, sendo que 60% da equipe será composta por mulheres.[71] O centro lida com a remessa de produtos menores, como roupas, tecidos, joias, brinquedos, pequenos eletrodomésticos, bem como pequenos itens de tecnologia, como telefones celulares e tablets. O Hermes Fulfilment em Iłowa atende atualmente a Alemanha, com planos de expansão para a Polônia, a República Tcheca, a Suíça e a Itália no futuro.[71]

## Educação
- Jardim de infância municipal Academia de Pequenos Escoteiros, rua Żagańska 40a[72]
- Escola de ensino fundamental Lotników Alianckich, rua Piaskowa 2[73]
- Complexo da Escola Secundária, rua Pałacowa 1[74]
- Biblioteca Cultural, rua Żagańska 15[75]

## Comunidades religiosas
- Igreja Católica de Rito Latino:
  - Paróquia do Sagrado Coração de Jesus[76]
- Testemunhas de Jeová:
  - Igreja em Iłowa (Salão do Reino, rua Mickiewicza, 10D)